# Língua neoaramaica betanure judaica
O  Neo-Aramaico Betanure Judaico  é o dialeto local da vila de Betanure, Iraque, sendo atualmente uma das línguas de origem aramaica mais ameaçadas de extinção.  É também a mais conservadora das línguas judaicas neo-aramaicas e também dentre as línguas neo-aramaicas do nordeste.

## História
Nos anos 1940, o Neo-Aramaico Betanure Judaico era falado por dezessete grandes famílias da cidade judia de Betanure. Essa comunidade migrou inteiriamente para Israel em 1951. Desde então o dialeto veio se erodindo com a presença da língua hebraica e de outras variantes Neo-aramaicas presentes no país.

## Fonologia
|                  | Labial      | Dental/Alveolar   | Postalveolar/Palatal | Velar | Uvular | Faringeal | Glotal |
| ---------------- | ----------- | ----------------- | -------------------- | ----- | ------ | --------- | ------ |
| Plosiva/Africada | p (ṗ) b (ḅ) | t ṭ d (ḍ)         | č č̣ j                | k g   | q      |           | ʼ      |
| Fricativ         | f (v)       | θ ð (ð̣) s ṣ z (ẓ) | š ṣ̌ ž (ẓ̌)            |       | x ɣ    | ḥ ʻ       | h      |
| Nasal            | m ṃ         | n                 |                      |       |        |           |        |
| Líquida          | w           | n l ḷ r ṛ         | y                    |       |        |           |        |

## Registros
O registro literário do dialeto apresenta algumas diferenças register no vocabulário, Ex.: ʼāhu p/ ʼāwa 'ele', ʼāhi p/ ʼāya 'ela', məskenūθa p/faqirūθa 'pobreza'.
Um registro especial secreto chamado lišanəd ṭəšwa era usado para tornar a palavra não inteligível para muçulmanos e cristãos que viviam nas proximidades. Para isso se usavam palavras criptográficas substituindo outras que precisavam ser usadas.
| Regular   | Criptografada  | Português   |
| --------- | -------------- | ----------- |
| surāya    | dlá-gzāra,čila | Cristão     |
| gfāhəm    | gdāqe          | ele entende |
| lá-mḥākət | lá-mharbət     | não fale    |
| dugle     | šinqoreš       | mentira     |
| pāre      | č̣oʼe           | dinheiro    |
| yabiše    | məšxuryāθa     | uvas        |
| beʼe      | baʻšāne        | ovos        |